# Furuby kyrka
Furuby kyrka är en kyrkobyggnad i Växjö stift. Den är församlingskyrka i Hemmesjö-Furuby församling.

## Kyrkobyggnaden

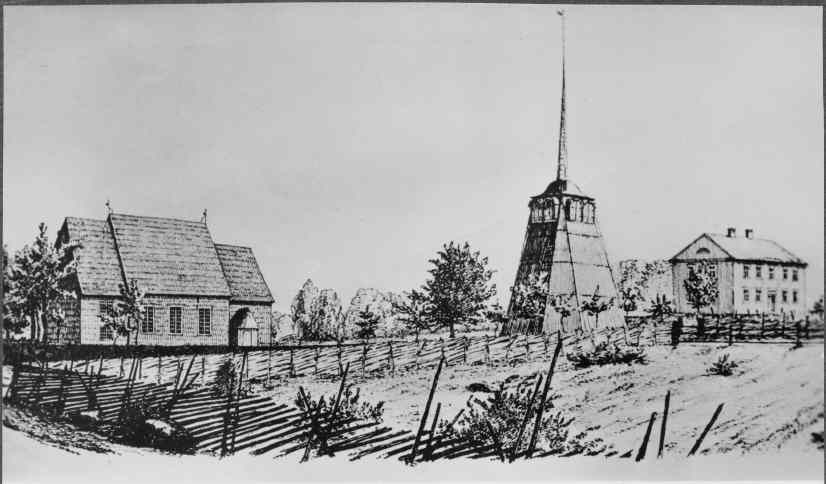
Furuby gamla kyrka, teckning av Sven Andersson 1870.

Under 1800-talets nybyggnadsperiod av kyrkor dömdes den gamla kyrkan ut. Den såldes på auktion 1891 och blev kort därefter riven. Virket kom att användas vid hus- och ladugårdsbyggen. I den gamla kyrkans långhus och kor fanns takmålningar, "Den yttersta domen", av Johan Christian Zschotzscher gjorda 1748. Dessa nedmonterades och överlämnades till Smålands museum, där det sedan 1925 finns i museets kyrksal. De första ritningar till den nya kyrkan utfördes av arkitekt Emil Langlet. Men det visade sig att församlingen inte blev nöjd med Langlets förslag. Istället fick arkitekt Herman Holmgren vid Överintendentsämbetet uppdraget att utarbeta nya ritningar. 1887 påbörjades byggnadsarbetet och 1888 kunde kyrkan invigas 
Kyrkan som är uppförd i huggen sten, putsad och vitkalkad präglas av historiserande blandstil med såväl romanska som nygotiska inslag i arkitekturen. Romanska inslag finns i utformningen av ljudöppningarna i tornet och i de halvrunda utbyggnaderna vid tornets nedre del samt det djupa koret med sitt valvtak. Tornbyggnadens spira har en nygotisk prägel med spetsbågeinfattningar för tornur i de fyra väderstrecken.
Interiören präglas av ljus och rymd. Kortaket pryds av målningar utförda av konstnären David Ralson 1957. Som utgångspunkt har han använt Efesierbrevet 6, där Paulus talar om Guds vapenrustning (Ef 6:11-18). I vart och ett av fälten står en ängel som med hjälp av vapenrustningens redskap besegrar de olika onda egenskaper som vi bär på.

## Inventarier
- Dopfunt troligen från 1100-talet med fabeldjur.
- Triumfkrucifix utfört av konstnären Eva Spångberg 1976.
- Rundformad predikstol med ljudtak. Korgens tre fält är prydd med kristna symboler.
- Bildvävnad med motiv: Kristus välsignar barnen, utförd till kyrkans 100-årsjubileum 1988 av Mona Kaiser.
- Ljusbärare
- Öppen bänkinredning.
- Orgelläktare i nygotik.

## Orgeln

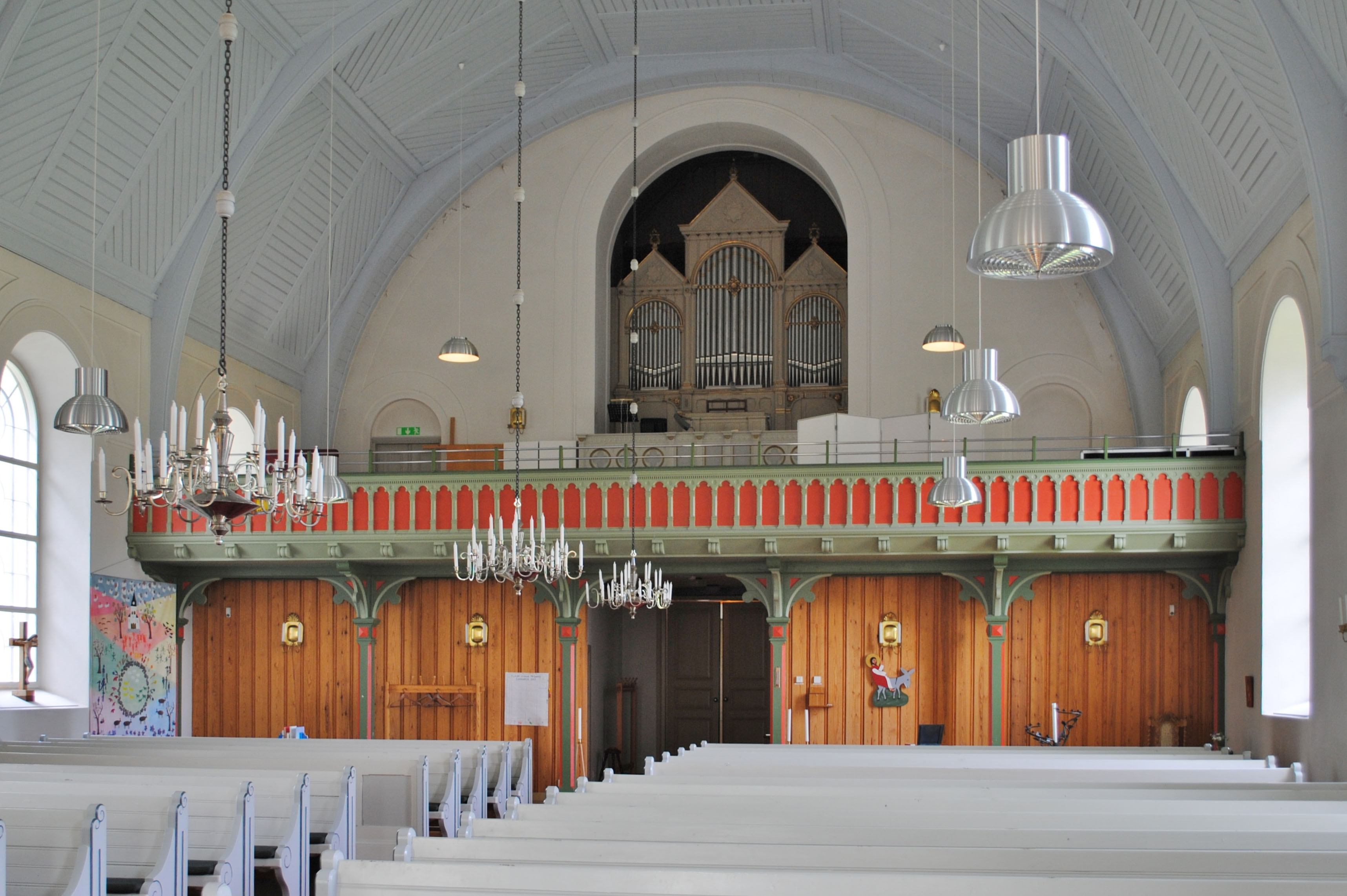
Läktarorgeln

- 1759 byggde Sven Axtelius en orgel med 8 stämmor. Orgeln skänktes av häradshövdingen Per Unge.[4]

| Manual            |
| Gedackt 8'        |
| Principal 4'      |
| Gedackt 4'        |
| Offenflöjt 4'     |
| Wallflöjt 4'      |
| Qvinta 3'         |
| Oktava 2'         |
| Superoktava 1 1/2 |
| Tertjan 1 1/2'    |
| Calkant           |

- Kyrkans orgel är byggd av E. A. Setterquist & Son i Örebro 1887/1888. Den har 14 stämmor och en transmission, fördelad på två manualer och pedalverk. Orgeln är mekanisk och två pedalstämmor är på en senare tillbyggd pneumatisk låda. 1958 blev orgeln renoverad och omdisponerad då 14:e stämman lades till.

| Huvudverk I         | Svällverk II      | Pedal      | Koppel   |
| Bordun 16´          | Rörflöjt 8´       | Subbas 16´ | I/P      |
| Principal 8´        | Principal 4´      | Oktava 8´  | II/P     |
| Flûte harmonique 8´ | Flöjt 4´          | Flöjt 4´   | II/I     |
| Oktava 4´           | Blockflöjt 2'     |            | I 4'/I   |
| Spetsflöjt 4'       | Crescendosvällare |            | II 16'/I |
| Octava 2'           |                   |            |          |
| Cornett 3 chor      |                   |            |          |

## Bildgalleri

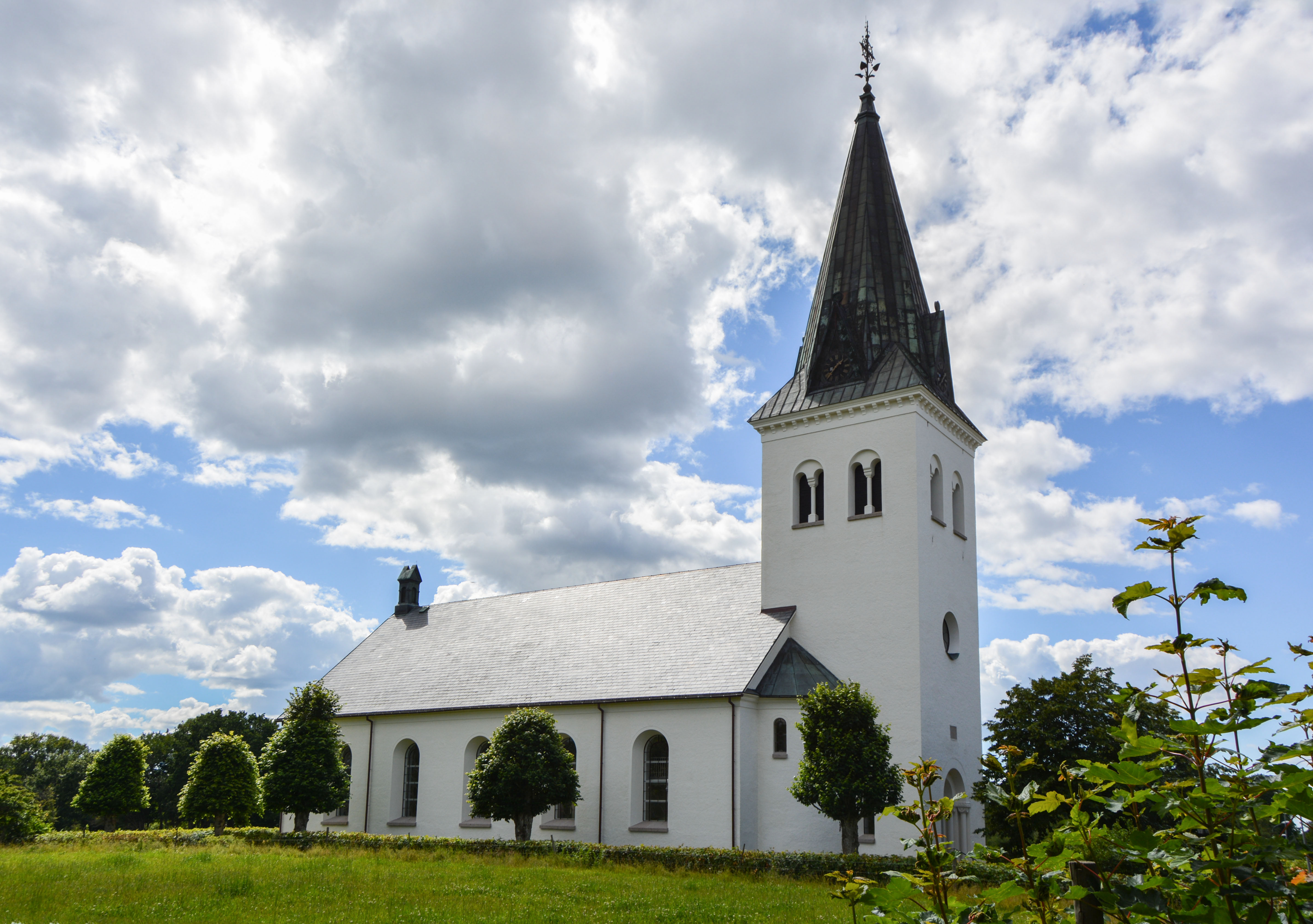
Kyrkan från nordöst
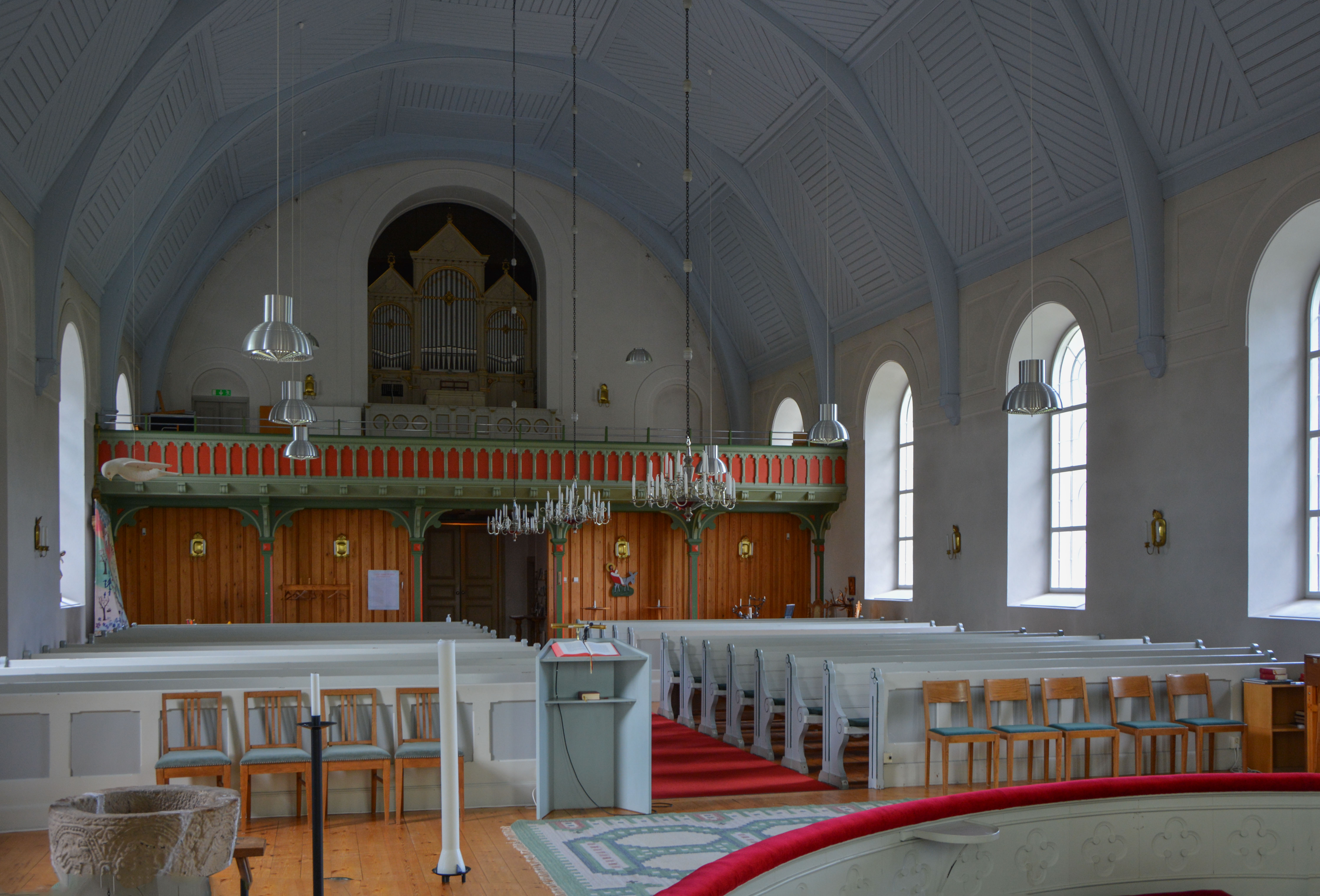
Interiör mot norr.
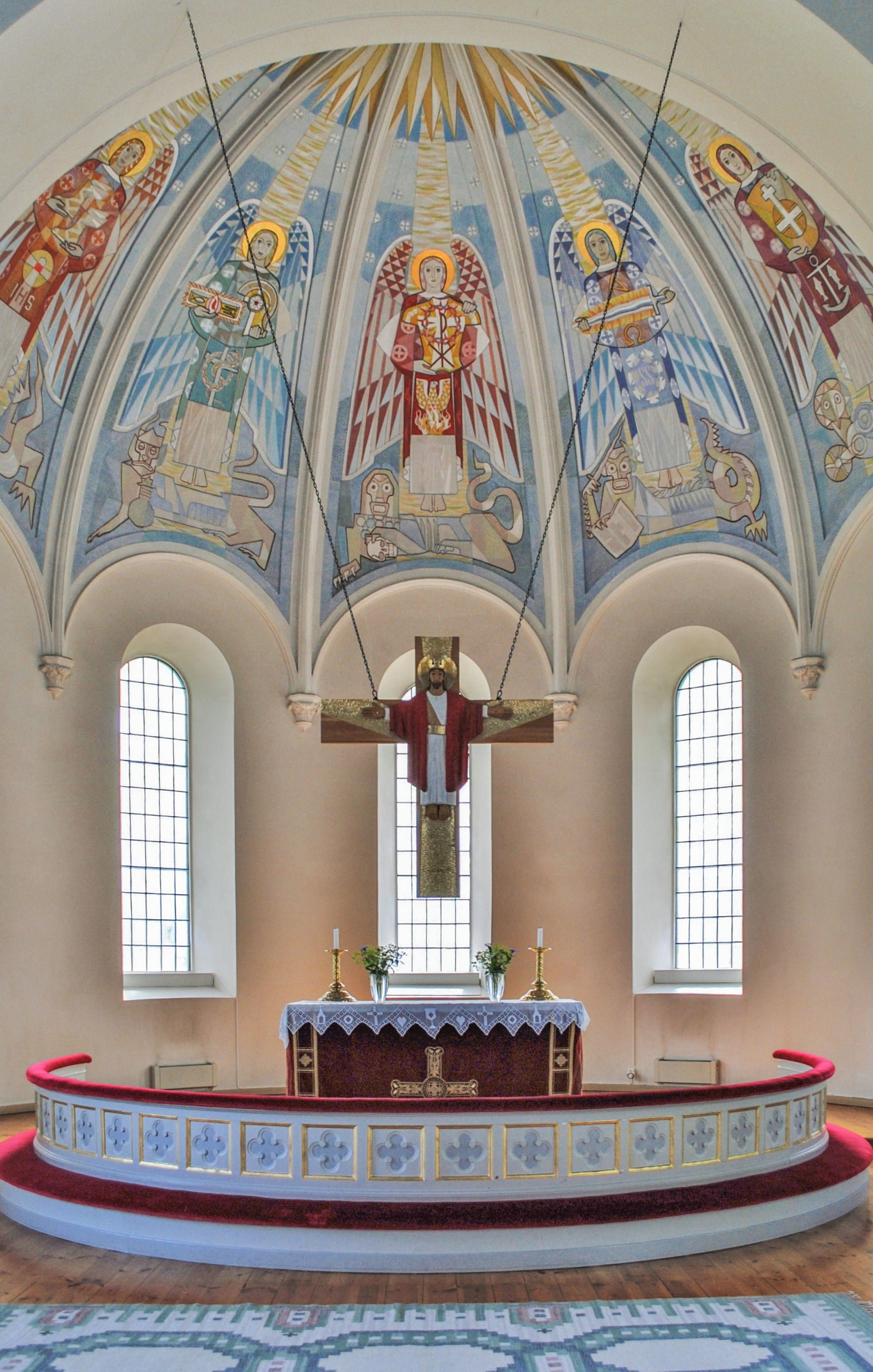
Koret
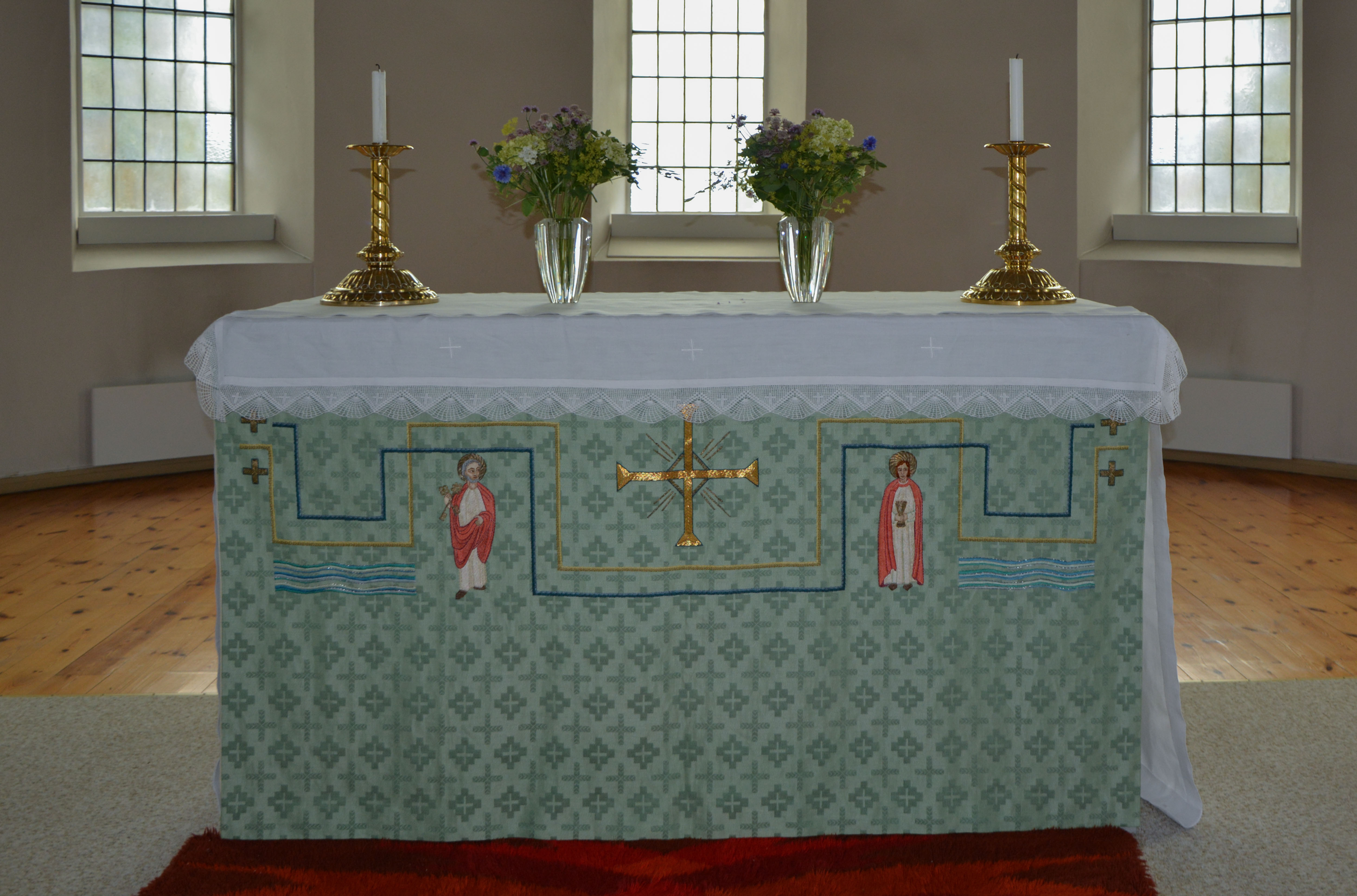
Altaret
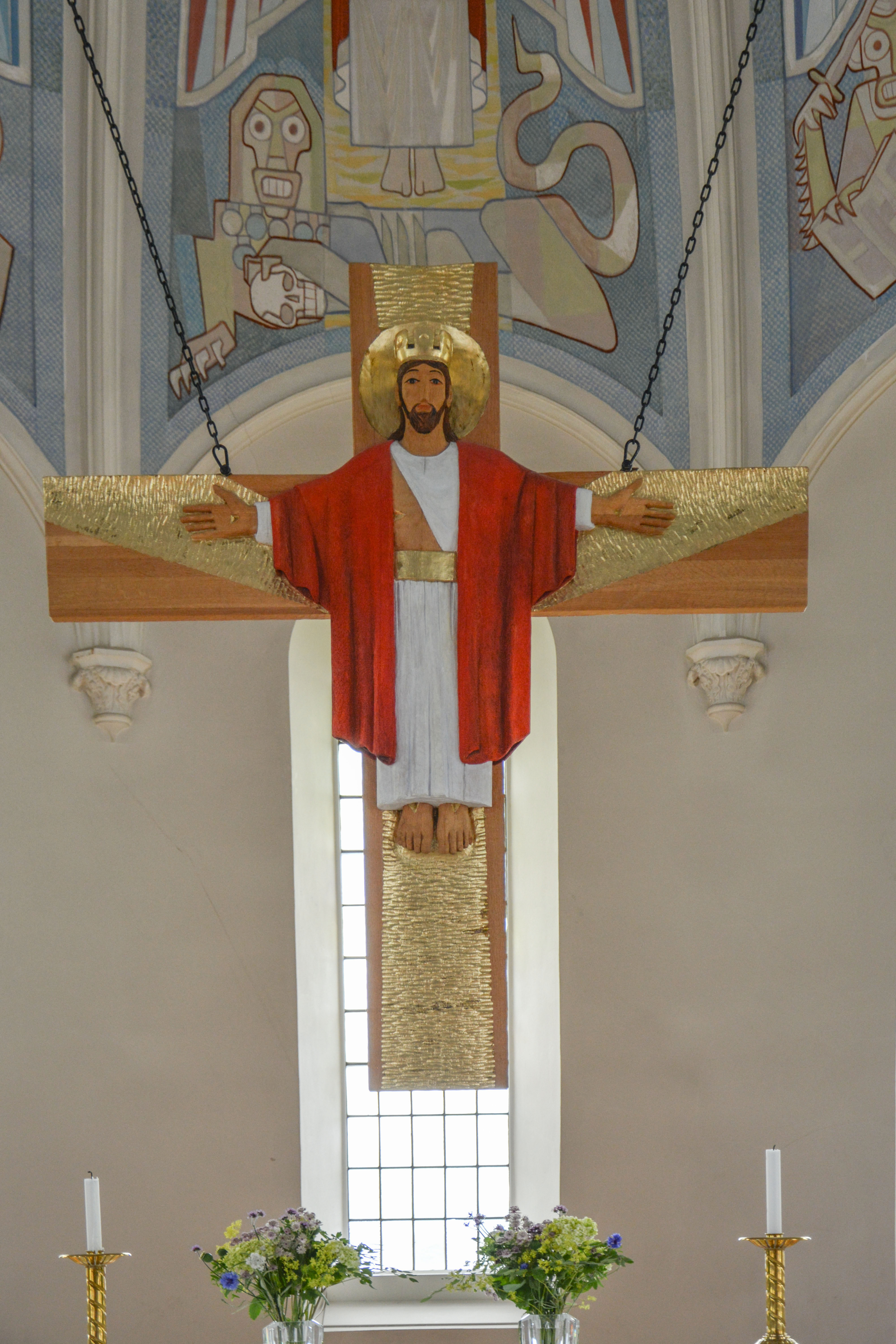
Triumfkrucifix av Eva Spångberg.
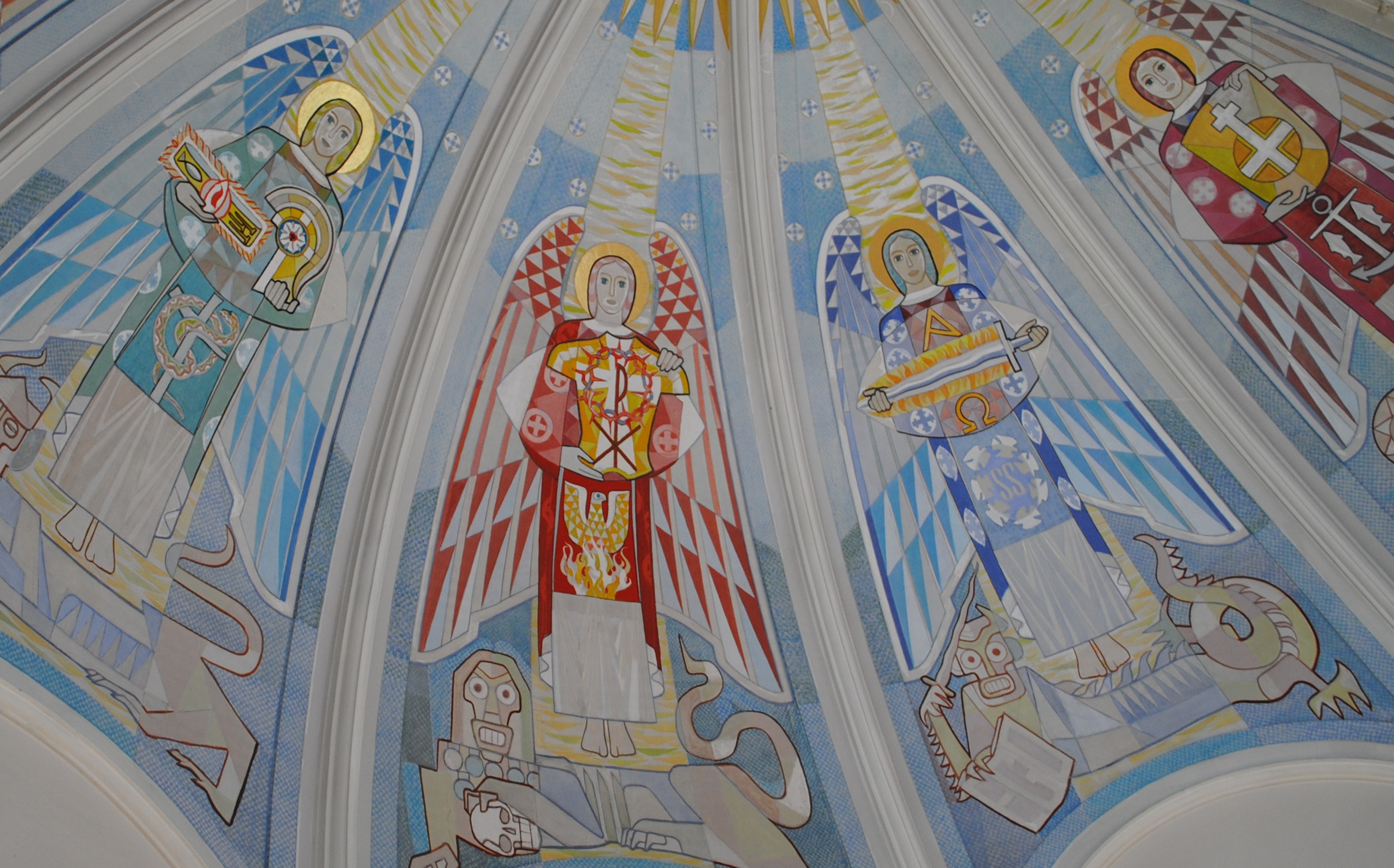
David Ralsons målningar.
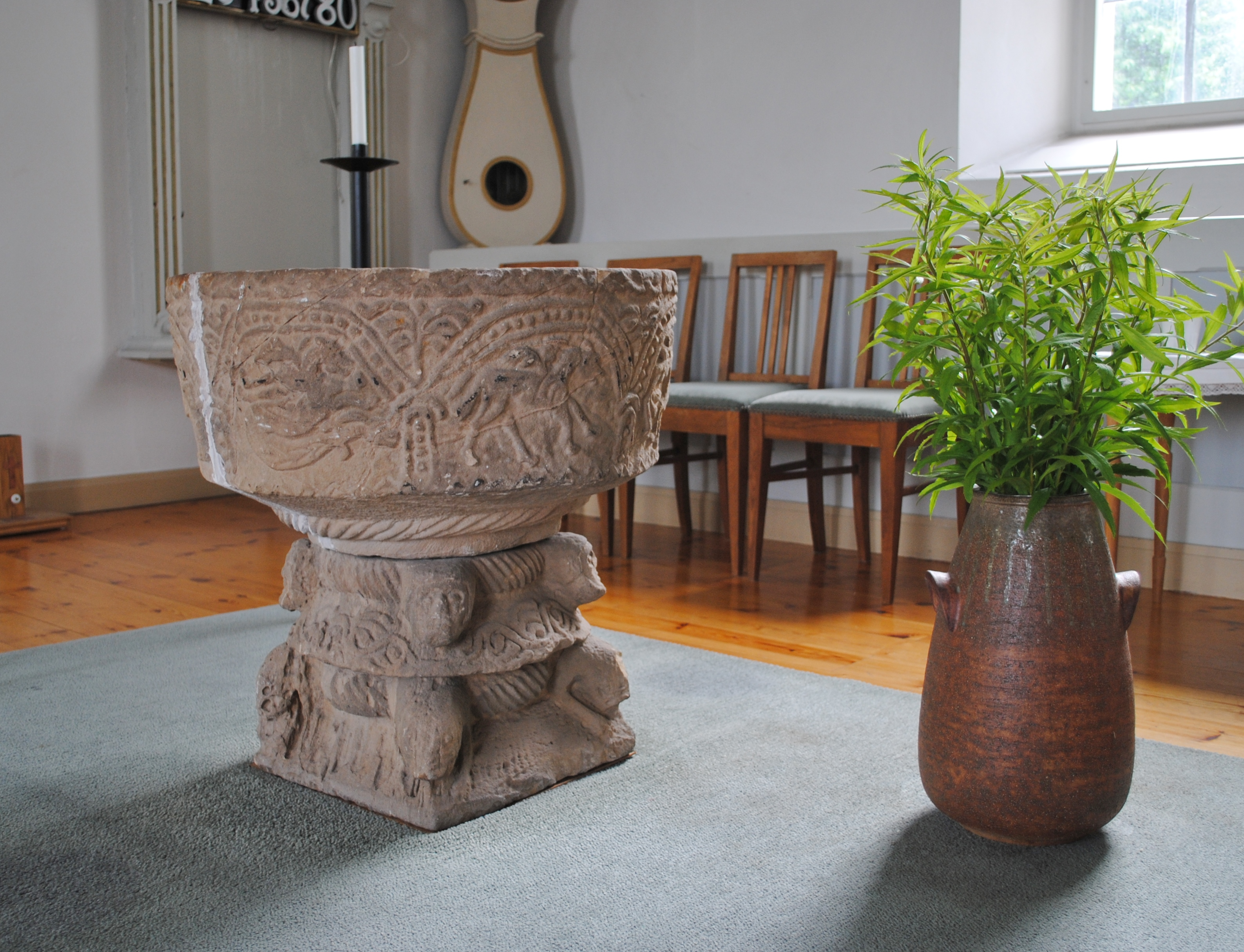
Medeltida dopfunt..
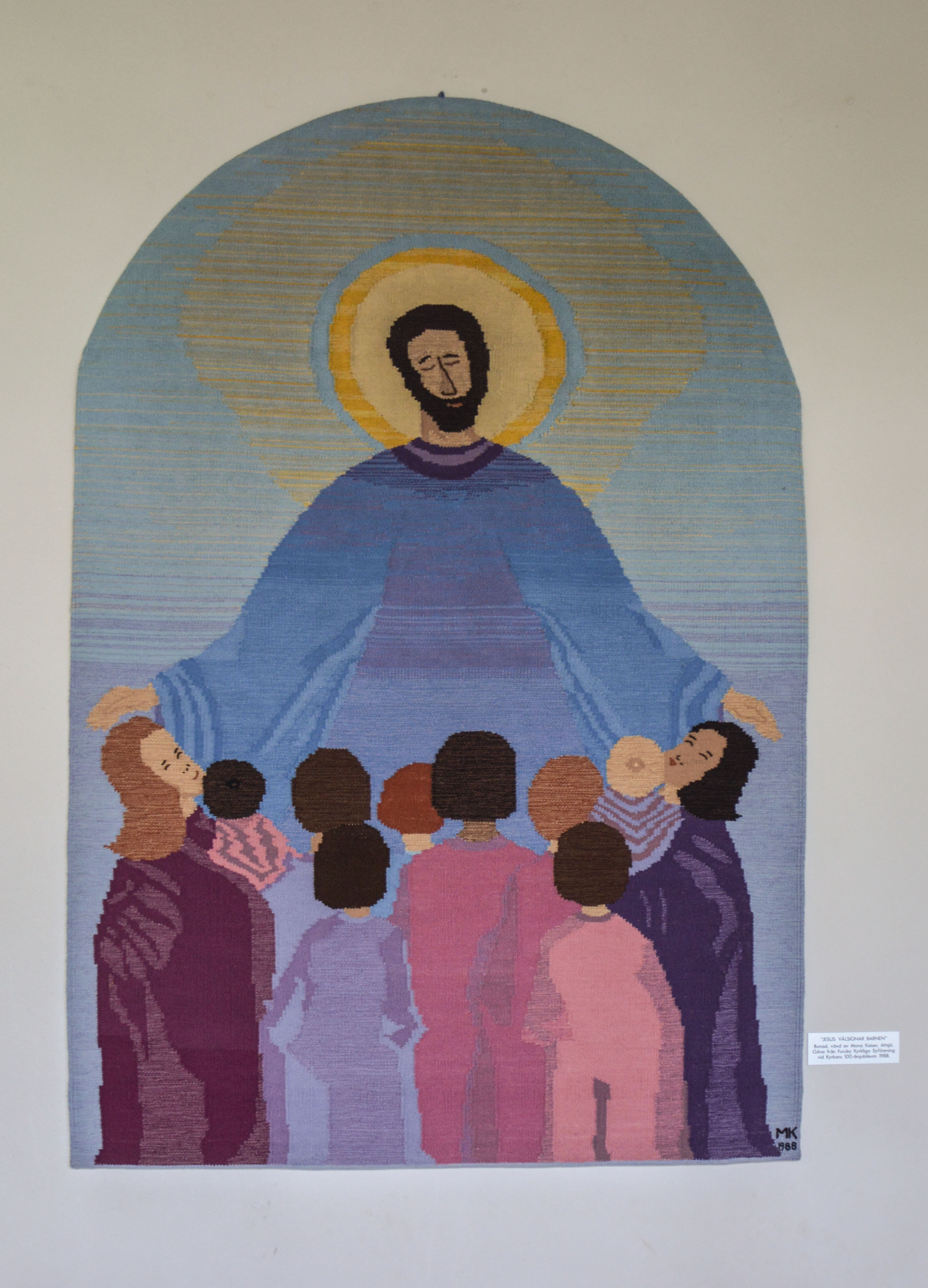
Bildvävnad med motiv: Kristus välsignar barnen.
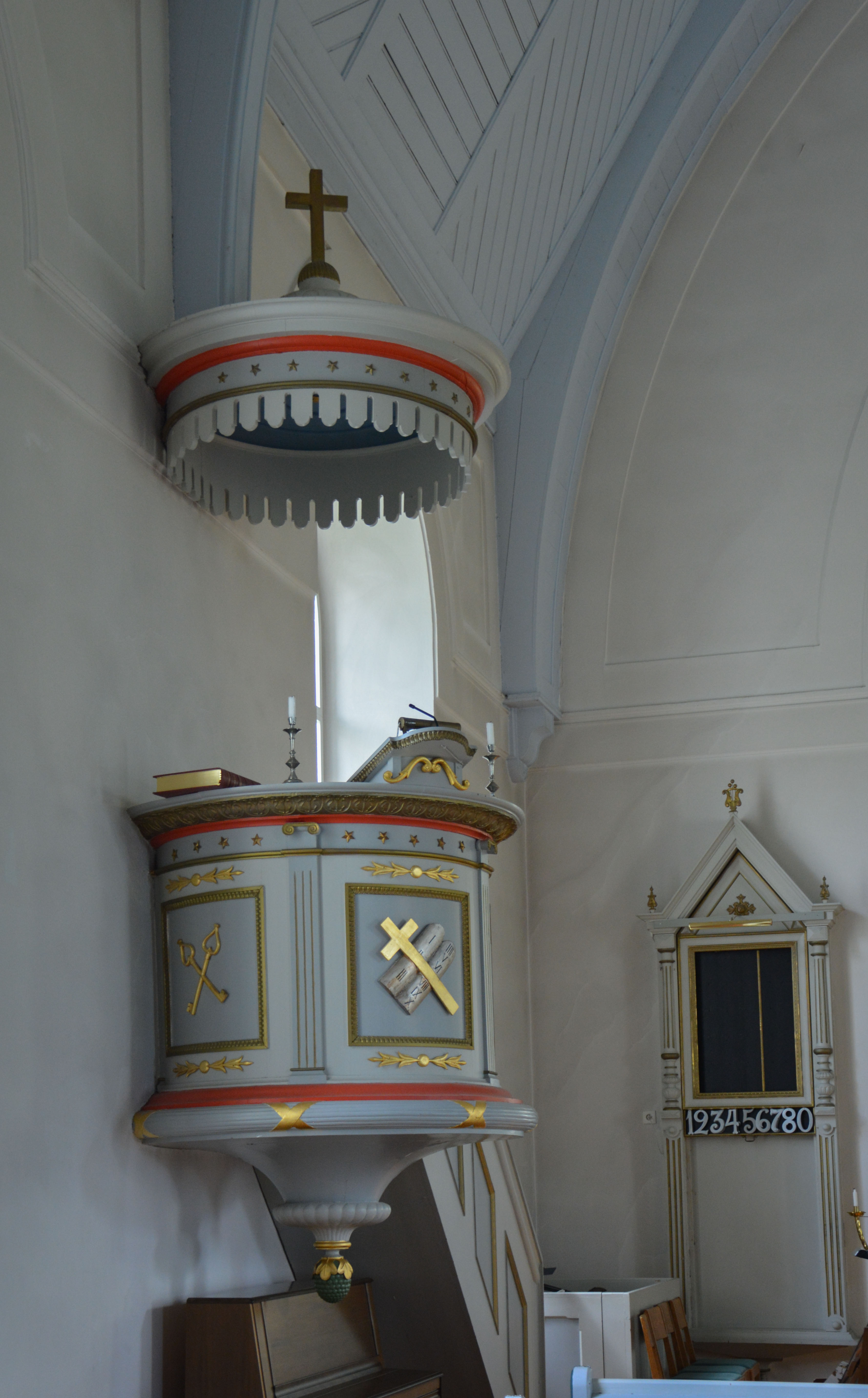
Predikstol
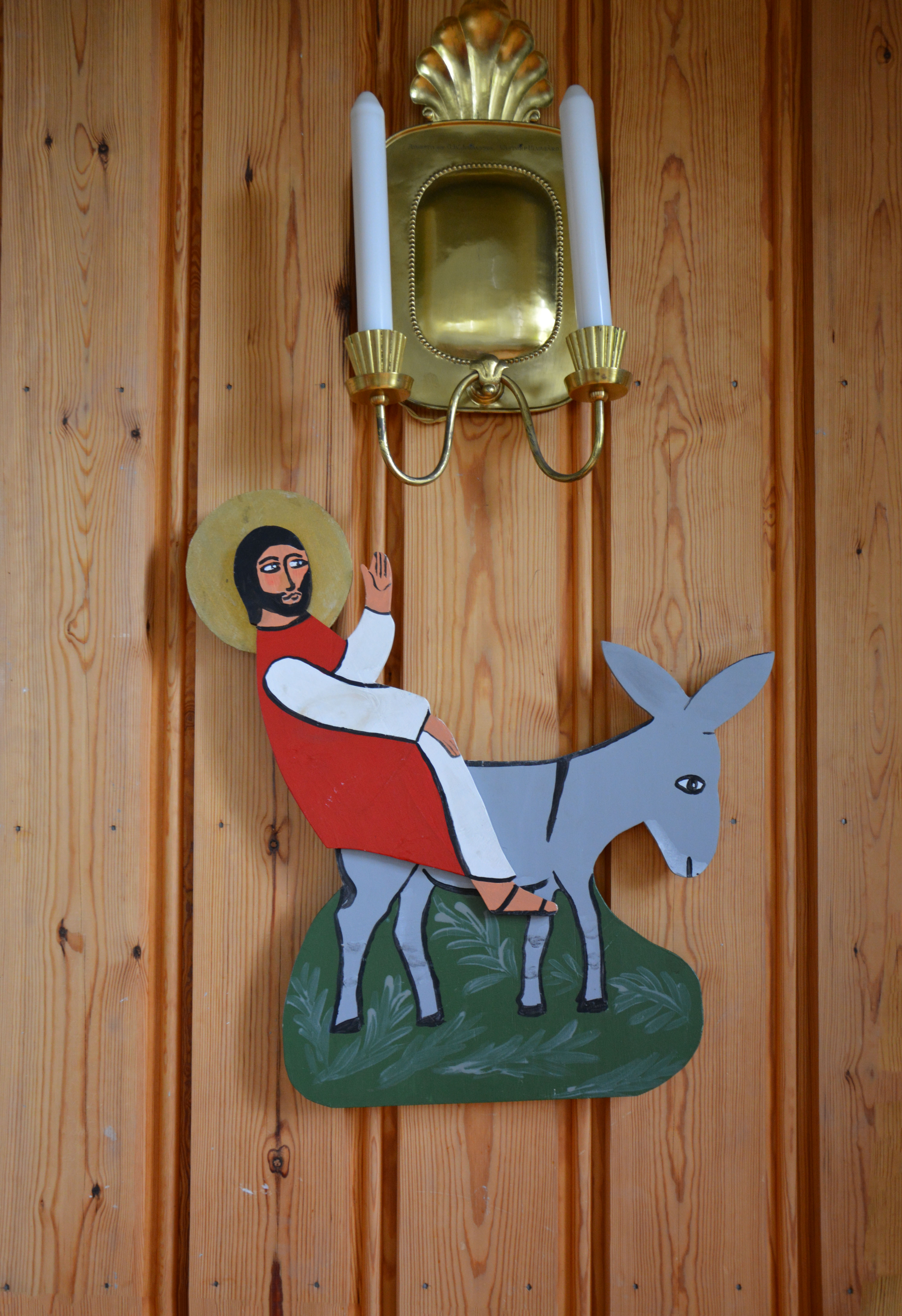
Kristus rider på en åsna.
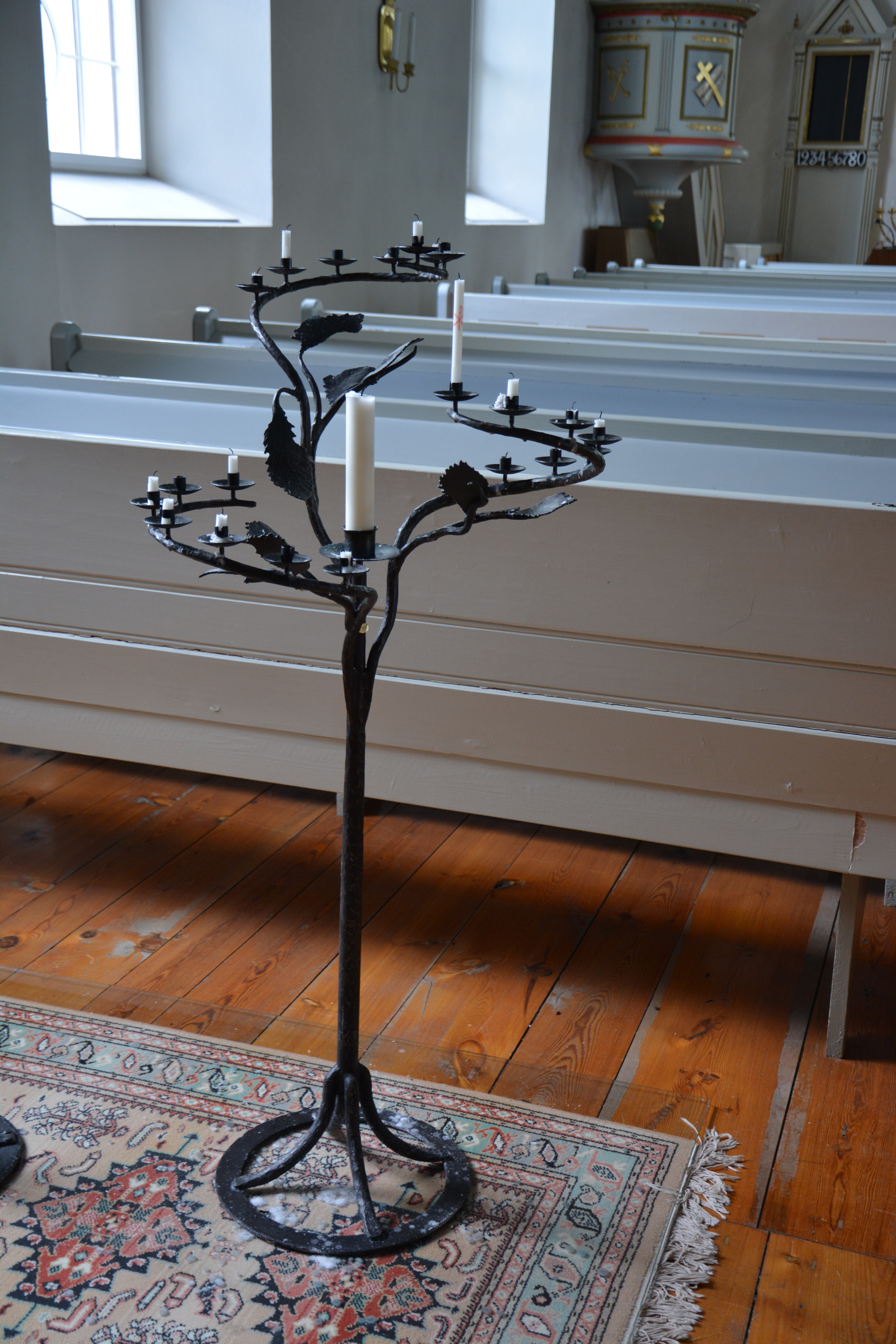
Ljusbärare
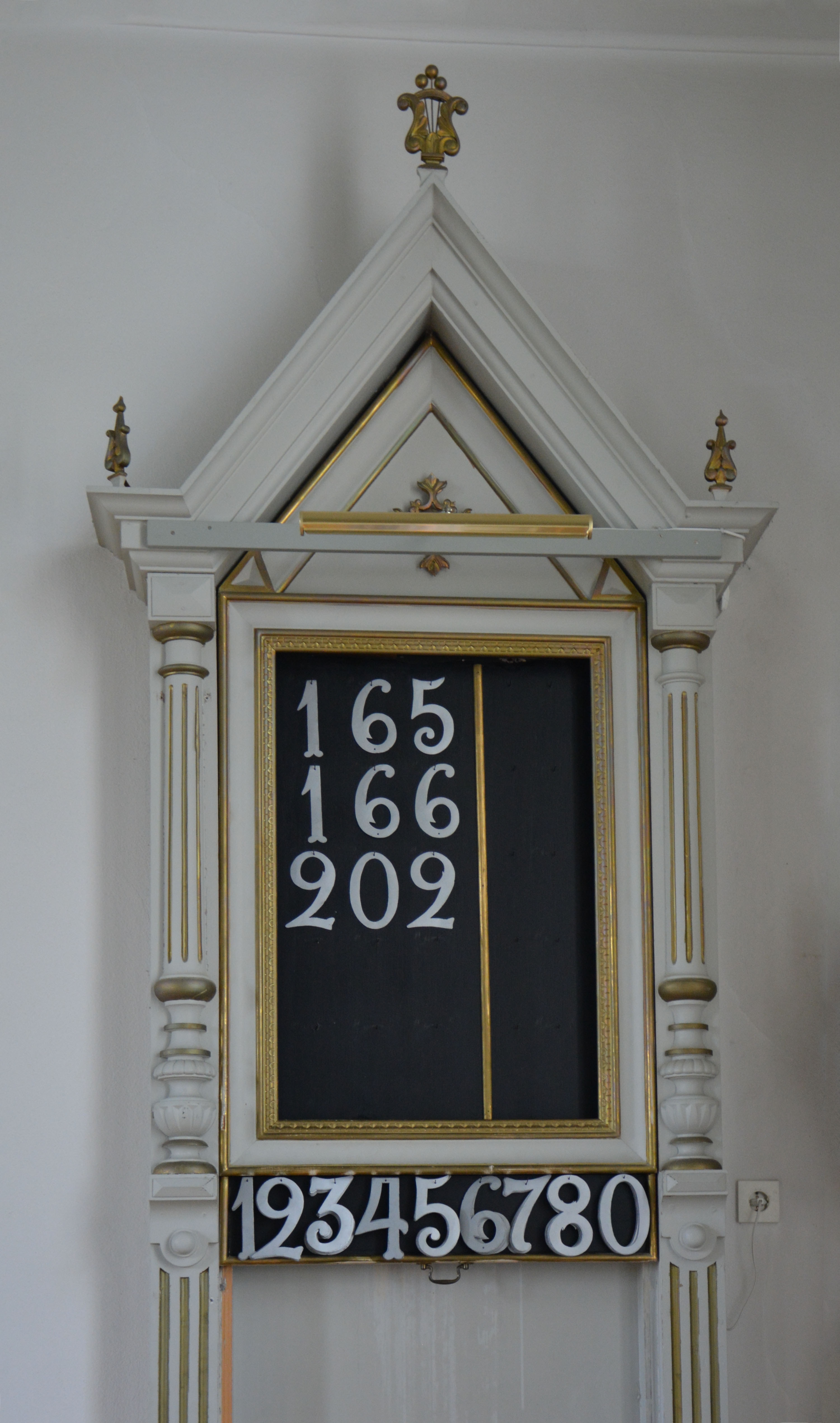
Nummertavla
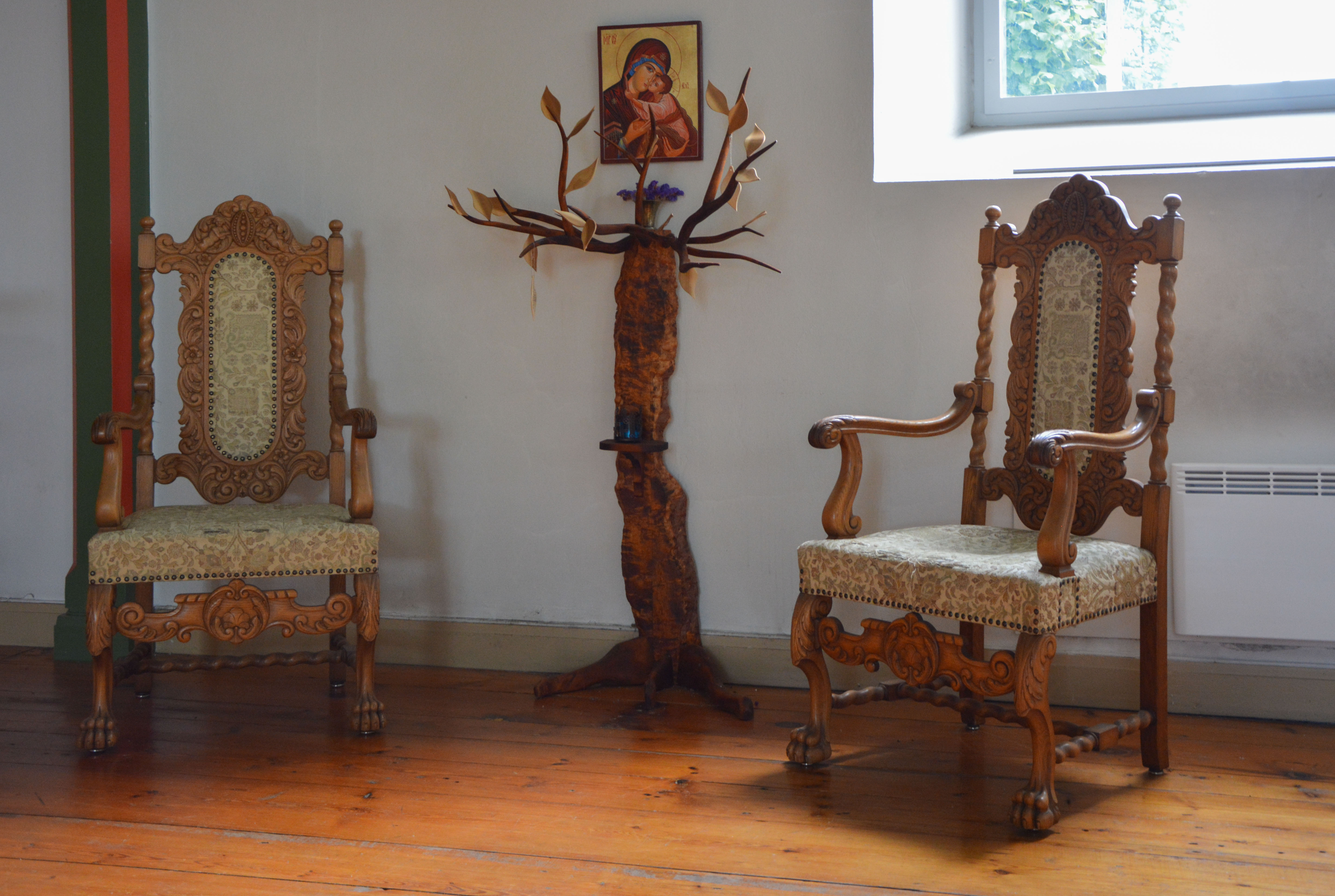
Länstolar och ljusträd.